# Mortierella pseudozygospora
Mortierella pseudozygospora är en svampart som beskrevs av W. Gams & Carreiro 1989. Mortierella pseudozygospora ingår i släktet Mortierella och familjen Mortierellaceae.   Inga underarter finns listade i Catalogue of Life.